# Badhusberget, Mariehamn

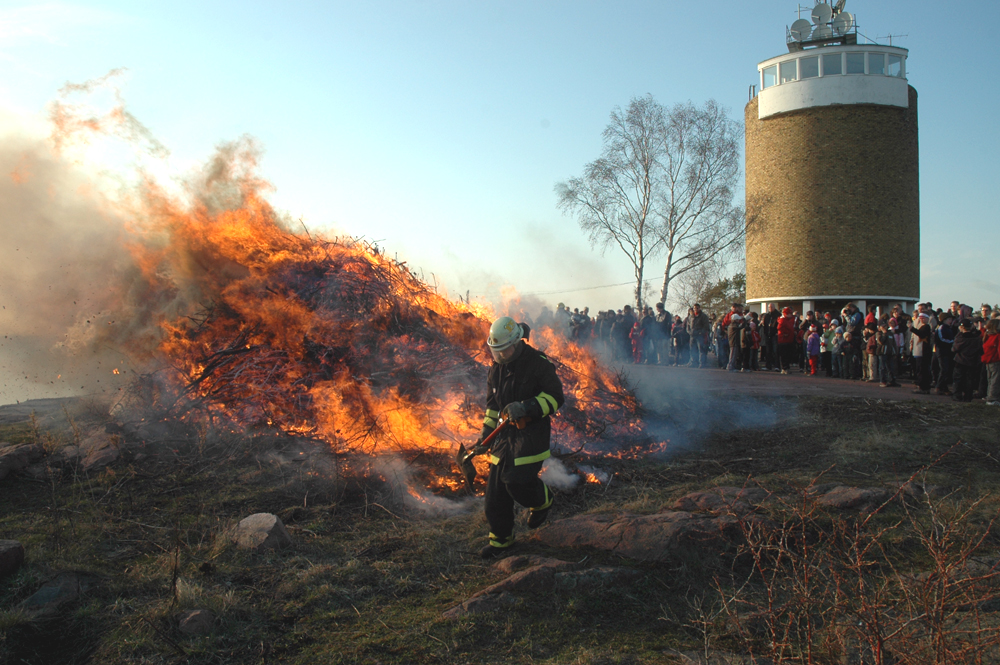
Valborgsmässoafton på Badhusberget

Badhusberget är ett berg i Mariehamns stad. Berget är cirka 40 meter högt och på toppen står Mariehamns vattentorn. Framför vattentornet har man utsikt mot Ålands hav och över staden. I väster finns en grotta, och en hålväg kallad kärleksstigen sträcker sig över berget i öst-västlig riktning. Stigen anlades 1895 i en utvidgad spricka i berget. En gångstig i riktning mot sydväst leder in i Badhusparken och ner till Västerhamn och museifartyget Pommern.

## Badhusepoken
Badhusberget var i slutet på 1800-talet Mariehamns och hela Ålands turistplats nummer ett. Det anlades varmbadhus, restaurang och Ålands första tennisplan i parken nedanför, Badhusparken. Den första badsäsongen inleddes 1889 och 1900 byggdes Badhotellet. Badhusparken som turistort varade fram till första världskrigets utbrott 1914 och kallas för badhusepoken. Badhotellet brann ner 1916 och omöjliggjorde en fortsättning efter att första världskriget var över. 

## Pissberget
Efter Badhusepoken så återhämtade sig området inte riktigt till fornstora dagar från ett turistperpektiv. Visserligen anordnades det en del konserter i parken på 70-80-talen och Tall ships race har anordnats med cirka 10 års mellanrum. Toppen på Badhusberget blev populärt bland ungdomarna att gå dit och "pissa", så därför har berget fått det mindre smickrande smeknamnet pissberget.

## Discgolfen

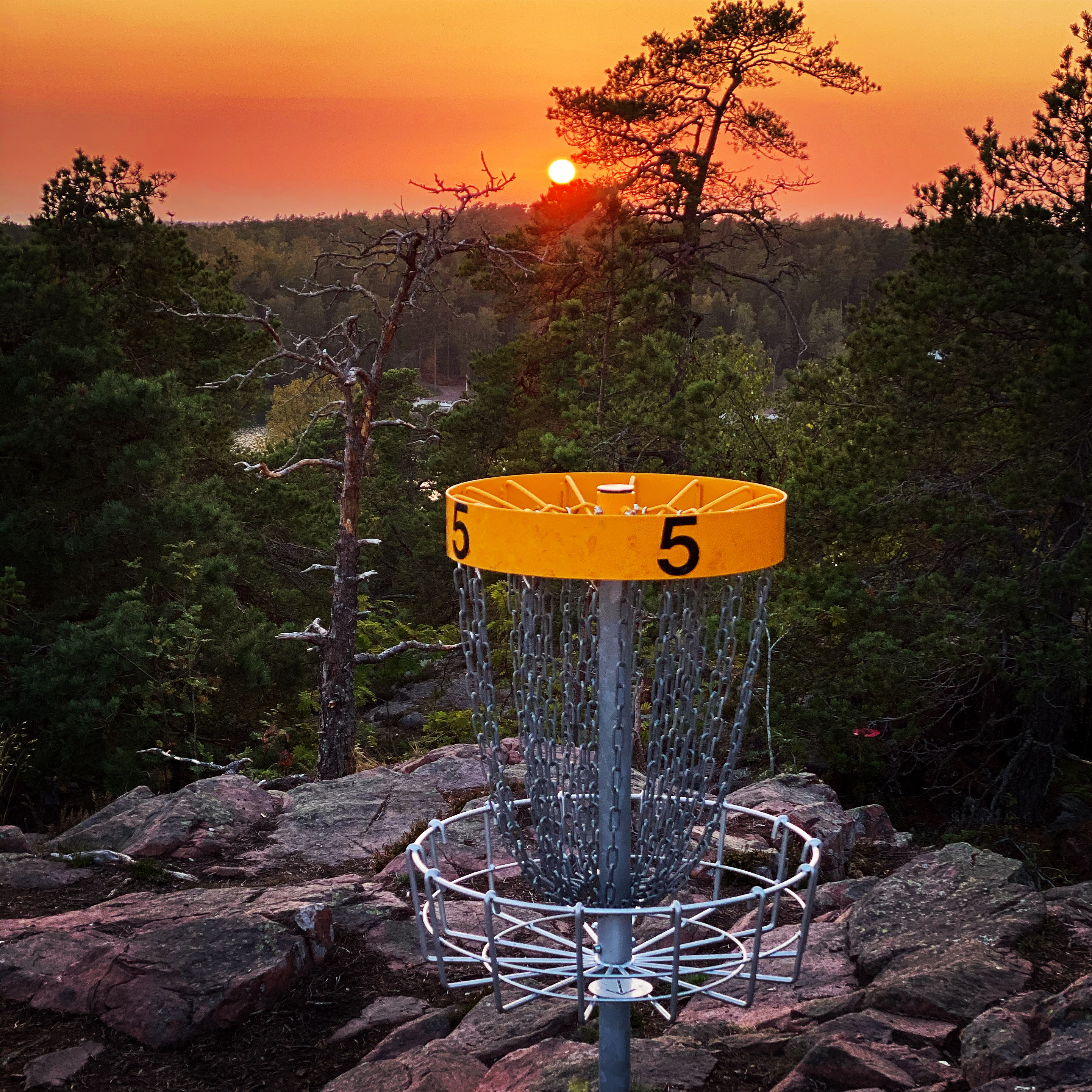
Solnedgång hösten 2020 vid hål fem som är högst upp på Badhusberget.

Utbytesstudenten och ålänningen Lasse Hellsten var i Kalifornien i slutet på 1970-talet och när han kom tillbaka till Mariehamn, så tog han med sig den nya sporten frisbeegolf och fick ett antal andra ålänningar med sig och började spela. Lasse lade upp banan i Badhusparken efter naturliga öppningar i parken och som ”mål” på de olika hålen fick träd och lyktstolpar vara. I samband med Åland Disc Golf Island satsning 2020 där fokus var att ge turisterna en ny orsak att turista Åland, så har Turisterna efter 100 år börjat hitta tillbaka till Badhusparken. Mariehamn Discgolfpark är en av Europas äldsta fortfarande aktiva banor och en av Europas populäraste.